# Seguro Obligatorio de Accidentes de Tránsito
El Seguro Obligatorio de Accidentes de Tránsito, también conocido por sus siglas SOAT, es un seguro obligatorio para todos los propietarios de vehículos automotores que circulan por la vía terrestre de Perú según lo establece la Ley General de Transporte y Tránsito Terrestre. Tiene como propósito asegurar el acceso a servicios médicos inmediatos y sin restricciones para quienes resulten lesionados, discapacitados o fallecidos como consecuencia de algún accidente de tránsito. Por tanto, todos los vehículos de motor que circulen en ese país deben contar con un SOAT vigente.
El SOAT no solo garantiza el cuidado de los conductores, sino que también brinda asistencia a todas las personas involucradas en el accidente y los transeúntes que resulten afectados. Esto implica que el número de víctimas no limita el alcance de la protección dada, así como tampoco la causa del accidente.
Otro punto importante es que las sumas aseguradas no se ven reducidas por la ocurrencia de cualquier evento. Tampoco se requiere de la pronunciación de autoridad para hacer efectivos los pagos de indemnización a las víctimas ni hay la necesidad de investigar la responsabilidad.

## Historia
Hasta 1984 el Código Civil indicaba que la ley determinaba el tipo de daño sujeto al régimen de seguro obligatorio. Más tarde, en 1996, se publicó en Perú el Código de Tránsito y Seguridad Vial, que obligaba a todo vehículo automotor a contratar una póliza de Responsabilidad Civil. Posteriormente, en el año 1995, se publican Decretos Supremos que obligan a los vehículos que brindan servicio de transporte interprovincial y urbano a contratar un seguro por accidentes de tránsito.
Ya en 1999, el Ministerio de Transportes y Comunicaciones publica la Ley General de Transporte y Tránsito Terrestre en la que se incluye el SOAT, el cual sería reglamentado en el año 2000. El SOAT, como tal, recién empezaría a funcionar el 1 de julio de 2002.
El 30 de julio de 2017, el Gobierno lanza el SOAT digital o SOAT electrónico. De esta forma, el conductor ya no tendría necesidad llegar consigo su póliza física, sino que podría mostrar una copia virtual que puede ser verificarada mediante el sitio web de la Asociación Peruana de Empresas de Seguro.

## Cobertura
El Seguro Obligatorio de Accidentes de Tránsito brinda:
- Protección integral al chófer, pasajeros del vehículo y peatones.
- Activación automática, es decir, no necesita del pronunciamiento o autorización de alguna autoridad.
- Atención médica inmediata a las víctimas frente a accidentes de tránsito.
- Cobertura de los gastos por lesiones e indemnizaciones por incapacidad y fallecimiento.

El SOAT tiene una cobertura máxima de 5 UIT para gastos médicos, 4 UIT como indemnización por invalidez permanente o fallecimiento y 1 UIT si la invalidez es temporal o para gastos de sepelio.
Asimismo, según la regulación por ley, las indemnizaciones del SOAT pueden ser cobradas hasta dos años después de sucedido el accidente. Vencido ese plazo, las indemnizaciones no cobradas son transferidas al Fondo de Compensación del SOAT bajo dominio del Ministerio de Transportes y Comunicaciones, que se usa para cubrir gastos médicos y de sepelio cuando el causante de un accidente huye del lugar.

## Multas por evasión
Según el Reglamento Nacional de Tránsito, conducir un vehículo automotor en el Perú sin SOAT, o con un SOAT que no se encuentre vigente, hace acreedor al conductor de una multa del 12% de una UIT; es decir, S/594. En caso de que el vehículo sea intervenido por la Policía y este no cuente con SOAT, o tenga uno que no le corresponda, el propietario del vehículo deberá pagar una multa del 8% de una UIT; es decir, S/ 396, y el vehículo será retenido.